# لامپ فلمینگ

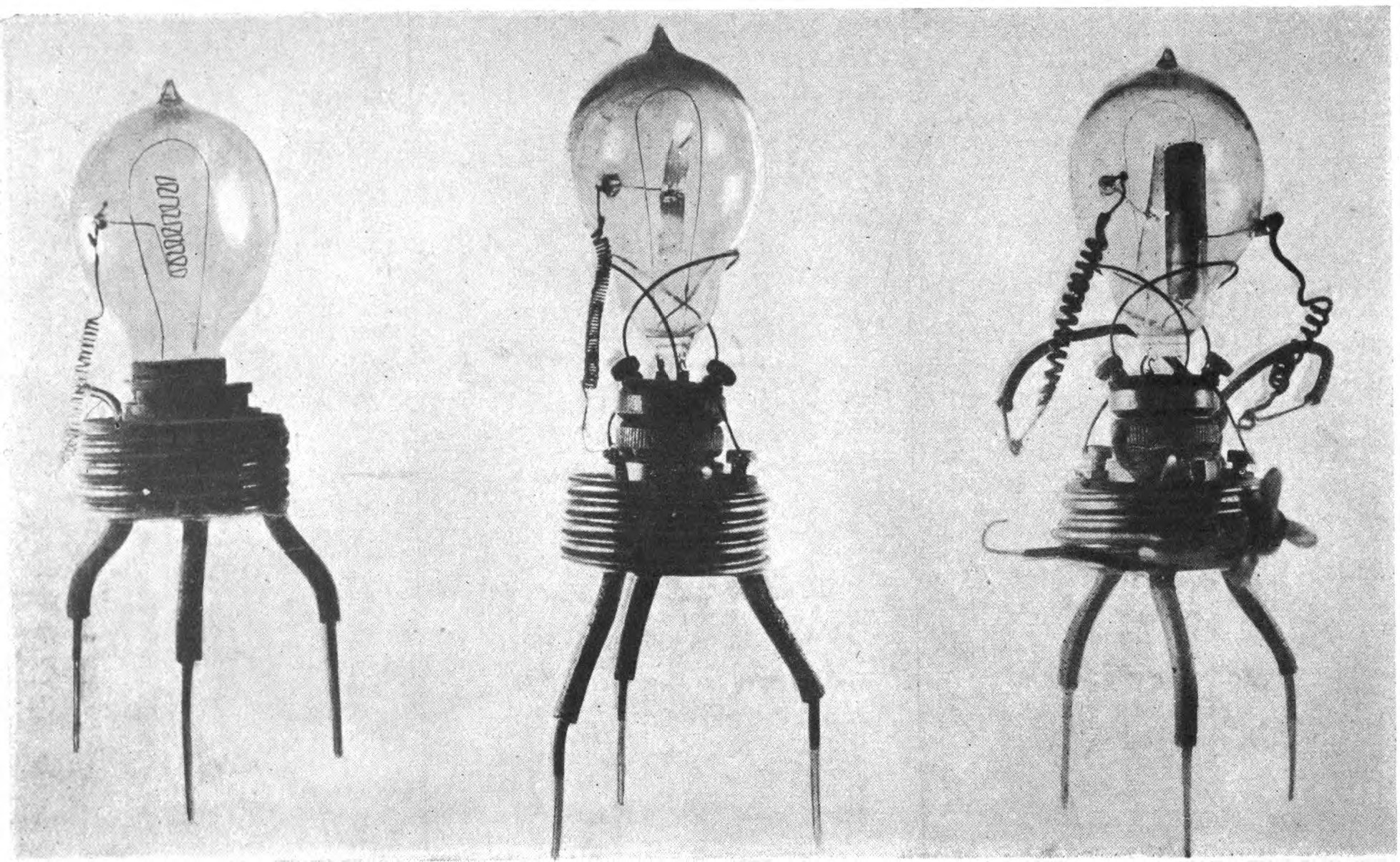
اولین نمونه اولیه لامپ‌های فلمینگ، ساخته شده در اکتبر ۱۹۰۴.

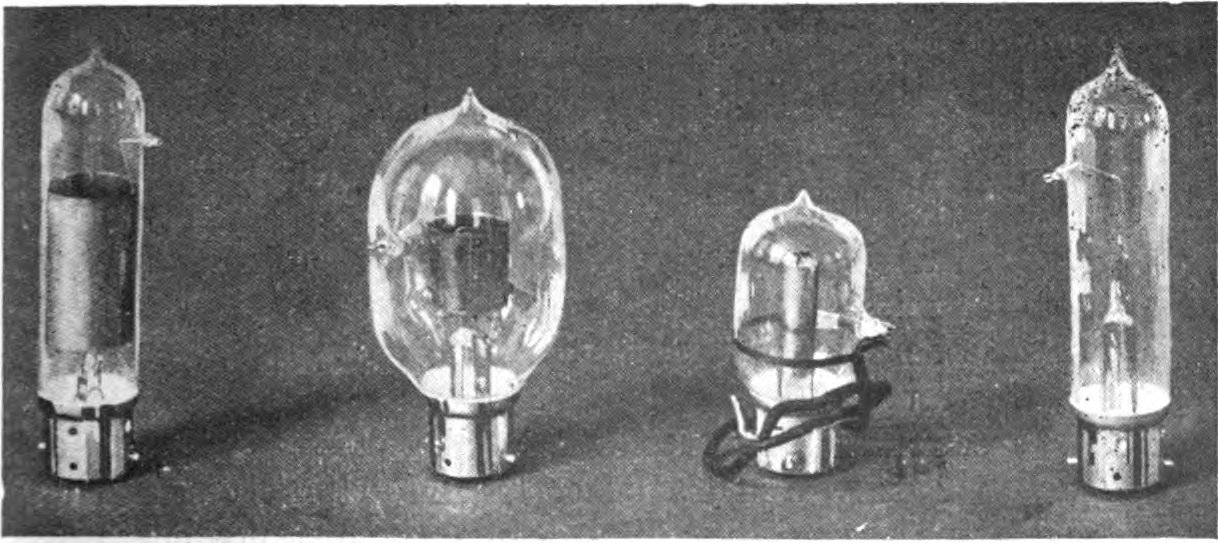
لامپ‌های فلمینگ تجاری اولیه مورد استفاده در گیرنده‌های رادیویی، ۱۹۱۹

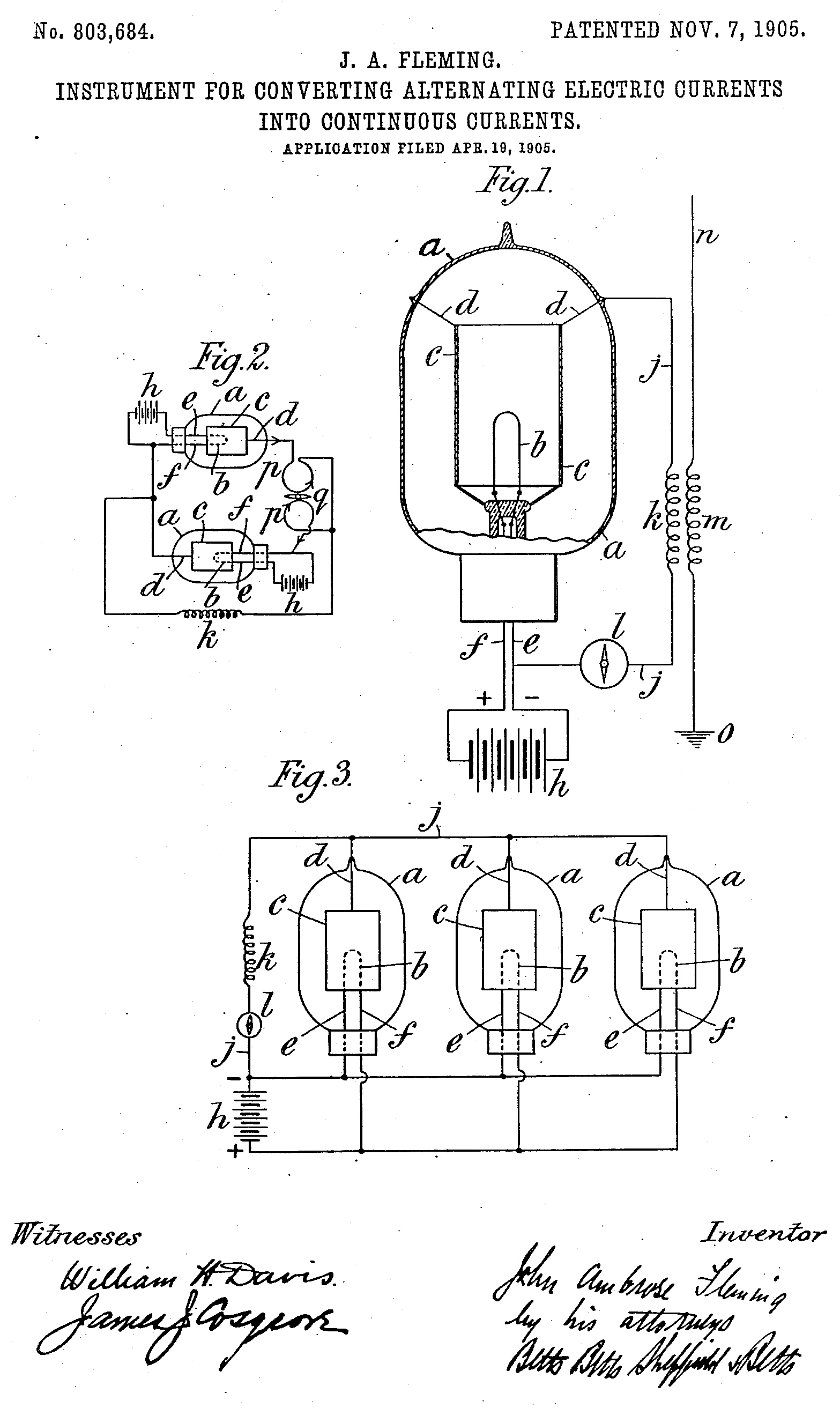
طرح‌واره لامپ فلمینگ از ثبت اختراع ۸۰۳۶۸۴ ایالات متحده.

لامپ فلمینگ (به انگلیسی: Fleming valve) که لامپ نوسان فلمینگ نیز نامیده می‌شود یک لامپ ترمویونیک یا لامپ خلاء بود که در سال ۱۹۰۴ توسط فیزیکدان انگلیسی جان آمبروز فلمینگ به عنوان آشکارساز گیرنده‌های رادیویی اولیه مورد استفاده در تلگراف بی‌سیم الکترومغناطیسی اختراع شد. این اولین لامپ خلاء عملی و اولین دیود ترمویونیک بود، یک لامپ خلاء که هدف آن هدایت جریان در یک جهت و مسدود کردن جریان در جهت مخالف است. دیود ترمیونیک بعداً به‌طور گسترده‌ای به عنوان یکسوساز - دستگاهی که جریان متناوب (AC) را به جریان مستقیم (DC) تبدیل می‌کند - در منبع تغذیههای طیف گسترده‌ای از دستگاه‌های الکترونیکی مورد استفاده قرار گرفت تا اینکه با یکسوساز سلنیوم در اوایل دهه ۱۹۳۰ و تقریباً به‌طور کامل با دیود نیم‌رسانا در دهه ۱۹۶۰ جایگزین شد. لامپ فلمینگ پیشرو تمام لامپهای خلاء بود که به مدت ۵۰ سال بر الکترونیک تسلط داشتند. IEEE آن را به عنوان «یکی از مهم‌ترین پیشرفت‌ها در تاریخ الکترونیک» توصیف کرده‌است، و در فهرست نقاط عطف IEEE برای مهندسی برق قرار دارد.

## مراجع و یادداشت‌ها

### استناد
1. ↑  "Milestones:Fleming Valve, 1904". IEEE Global History Network. IEEE. Retrieved 29 July 2011.

### ثبت اختراعات
صادرشده
- U.S. Patent ۸۰۳٬۶۸۴ - Instrument for converting alternating electric currents into continuous currents (Fleming valve patent)

ارجاع‌شده توسط
- U.S. Patent ۱٬۲۹۰٬۴۳۸, Jan 7, 1910: Fleming valve improvement by R. A. Weagant
- U.S. Patent ۹۵۴٬۶۱۹, ۱۲ آوریل ۱۹۱۰: John Ambrose Fleming patent
- U.S. Patent ۱٬۳۷۹٬۷۰۶, ۱۰ مارس ۱۹۱۷: Fleming valve improvement by R. A. Weagant
- U.S. Patent ۱٬۲۵۲٬۵۲۰, Jan 8, 1918: Fleming valve improvement by R. A. Weagant
- U.S. Patent ۱٬۲۷۸٬۵۳۵, ۱۰ سپتامبر ۱۹۱۸: Fleming valve improvement by R. A. Weagant
- U.S. Patent ۱٬۲۸۹٬۹۸۱, ۳۱ دسامبر ۱۹۱۸: Fleming valve improvement by R. A. Weagant
- U.S. Patent ۱٬۳۰۶٬۲۰۸, ۱۰ ژوئن ۱۹۱۹: Fleming valve circuit improvement by R. A. Weagant
- U.S. Patent ۱٬۳۳۸٬۸۸۹, May 4, 1920: Fleming valve improvement by R. A. Weagant
- U.S. Patent ۱٬۳۴۷٬۸۹۴, Jul 27, 1920: Inverter converter by L. W. Chubb
- U.S. Patent ۱٬۳۸۰٬۲۰۶, ۳۱ مه ۱۹۲۱: Fleming valve improvement by R. A. Weagant
- U.S. Patent RE۱۶٬۳۶۳, ۱۵ ژوئن ۱۹۲۶: Inverter converter by L. W. Chubb
- U.S. Patent ۱٬۶۶۸٬۰۶۰, May 1, 1928: Fleming valve circuit improvement by P. E. Edelman
- U.S. Patent ۲٬۴۷۲٬۷۶۰, Jun 7, 1949: Electrode improvement by H. L. Ratchford